# Janette Scott
 Janette Scott  (n. 14 decembrie 1938, Morecambe, Anglia, Regatul Unit) este o actriță britanică.

## Biografie
S-a născut în Morecambe, Lancashire, Anglia. Ea este fiica actorilor Jimmy Scott și Thora Hird și și-a început cariera actoricească ca actor copil, a fost cunoscută sub numele de Janette Scott. Scott a fost puțin timp (alături de Jennifer Gay) unul dintre așa-numiții „crainici pentru copii”, care făceau legături de continuitate pentru programele TV pentru copii de la BBC în Lime Grove Studios la începutul anilor 1950.  
A devenit o vedetă populară în roluri principale, unul dintre cele mai cunoscute roluri ale sale fiind April Smith în filmul Clasa de tăntălăi (School for Scoundrels) (1960), bazat pe cărți de Stephen Potter, în care Ian Carmichael și Terry-Thomas au concurat pentru a atrage atenția ei. Unele scene pentru School for Scoundrels au fost filmate într-un club privat de membri înainte ca acesta să devină hotel. Hotelul a găzduit o proiecție cinematografică în 2016, cu Janette Scott participând și răspunzând la întrebări despre producția acestui film.
Vârful carierei sale, ca rol principal în filmele britanice, a fost de la sfârșitul anilor 1950 până la mijlocul anilor 1960, având peste o duzină de roluri principale în această perioadă. Ea a fost rolul principal feminin alături de unele vedete importante ale vremii, printre care Terry-Thomas, Ian Carmichael, Ronald Lewis, Ian Hendry și George Chakiris. S-a dovedit aptă pentru o mare varietate de genuri, inclusiv comedie, dramă romantică, thriller SF și film de epocă de aventură. A renunțat la carieră după ce s-a căsătorit cu al doilea soț, Mel Tormé.
Este cunoscută publicului american mai ales pentru rolul ei de soție a parohului Anthony Anderson în filmul Discipolul diavolului (The Devil's Disciple) (1959) cu Burt Lancaster, Kirk Douglas și Laurence Olivier.
Ea este menționată pe nume în cântecul „Science Fiction/Double Feature”, piesa de deschidere a muzicalului The Rocky Horror Show și versiunea sa cinematografică The Rocky Horror Picture Show (interpretată în timpul genericului de la început), pentru participarea ei în filmul din 1962 Ziua Trifidelor.
Scott și-a scris autobiografia, Act One, la 14 ani.

### Căsătorii
A fost căsătorită de trei ori:
1. Jackie Rae (27 iune 1959 – 1965), divorț
2. Mel Tormé (20 mai 1966 – 1977), divorț; 2 copii, inclusiv fiul James Tormé
3. William Rademaekers (din 1981)[4]

## Filmografie

### Film
| An   | Titlu                                     | Rol                                      | Note                 |
| ---- | ----------------------------------------- | ---------------------------------------- | -------------------- |
| 1942 | Went the Day Well?                        | Child                                    |                      |
| 1943 | The Lamp Still Burns                      |                                          |                      |
| 1944 | Two Thousand Women                        | Mrs. Burtshaw's Daughter on Mother's Lap |                      |
| 1944 | The Gay Intruders                         |                                          |                      |
| 1949 | Conspirator                               | Toby                                     |                      |
| 1950 | No Place for Jennifer                     | Jennifer                                 |                      |
| 1951 | The Galloping Major                       | Susan Hill                               |                      |
| 1951 | No Highway in the Sky                     | Elspeth Honey                            |                      |
| 1951 | The Magic Box                             | Ethel Friese-Greene                      |                      |
| 1953 | Background                                | Jess Lomax                               | AKA, Edge of Divorce |
| 1955 | As Long as They're Happy                  | Gwen Bentley                             |                      |
| 1956 | Helen of Troy                             | Cassandra                                |                      |
| 1956 | Now and Forever                           | Janette Grant                            |                      |
| 1957 | The Good Companions                       | Susie Dean                               |                      |
| 1958 | Happy Is the Bride                        | Janet Royd                               |                      |
| 1959 | The Lady Is a Square                      | Joanna Baring                            |                      |
| 1959 | The Devil's Disciple                      | Judith Anderson                          |                      |
| 1960 | School for Scoundrels                     | April Smith                              |                      |
| 1961 | His and Hers                              | Fran Blake                               |                      |
| 1961 | Double Bunk                               | Peggy                                    |                      |
| 1962 | Two and Two Make Six                      | Irene                                    |                      |
| 1963 | Ziua trifidelor (The Day of the Triffids) | Karen Goodwin                            |                      |
| 1963 | Paranoiac                                 | Eleanor Ashby                            |                      |
| 1963 | Siege of the Saxons                       | Katherine                                |                      |
| 1963 | The Old Dark House                        | Cecily Femm                              |                      |
| 1964 | The Beauty Jungle                         | Shirley Freeman                          |                      |
| 1965 | Fisură în Pământ (Crack in the World)     | Dr. Maggie Sorenson                      |                      |
| 1967 | Bikini Paradise                           | Rachel                                   |                      |

### Televiziune
| An   | Titlu                      | Rol              | Note                                                |
| ---- | -------------------------- | ---------------- | --------------------------------------------------- |
| 1954 | The Dashing White Sergeant | Fione Cuningham  | film TV                                             |
| 1957 | Sunday Night Theatre       | Judy             | Episodul: "The Girl at the Next Table"              |
| 1958 | Armchair Theatre           | Maeve McHugh     | Episodul: "A Man's Woman"                           |
| 1960 | BBC Sunday-Night Play      | Kitty Tape       | Episodul: "20th Century Theatre: The Queen Came By" |
| 1965 | Burke's Law                | Jennifer Robbins | Episodul: "Password to Death"                       |
| 1997 | Last of the Summer Wine    | Cameo            | Episodul: "There Goes the Groom"                    |